# Дреновец
Дреновец (болг. Дреновец) — село в Болгарии. Находится в Видинской области, входит в общину Ружинци. Население составляет 1469 человек.

## Политическая ситуация
В местном кметстве Дреновец, в состав которого входит Дреновец, должность кмета (старосты) исполняет Борислав Антов Лозанов (коалиция в составе 2 партий: Болгарская социалистическая партия (БСП), Движение за права и свободы (ДПС)) по результатам выборов.
Кмет (мэр) общины Ружинци — Венцислав Томов Ванков (коалиция в составе 2 партий: Болгарская социалистическая партия (БСП), Движение за права и свободы (ДПС)) по результатам выборов.